# Абрам Атта
Абрам Нії Атта (англ. Abraham Nii Attah; 2 липня 2001) — ганський актор, більш відомий за дебютну роль дитини-солдата Агу у картині «Безрідні звірі», за яку він отримав нагороду імені Марчелло Мастроянні за Найкращого молодого актора на 72-у Венеційському кінофестивалі, і статуетку Національної ради кінокритиків США за Прорив року спільно з Джейкобом Трембле, а також був номінований на ряд інших нагород. У листопаді 2015, Атта приєднався до акторського складу третього фільму Шейна Керрута «Сучасний океан».
21 червня 2016 року було оголошено, що актор отримав роль у фільмі Marvel Studios і Sony Pictures «Людина-павук: Повернення додому», який вийшов на екрани 6 липня 2017 року.

## Фільмографія
| Рік  |    | Українська назва                | Оригінальна назва       | Роль                     |
| ---- | -- | ------------------------------- | ----------------------- | ------------------------ |
| 2015 | ф  | Безрідні звірі                  | Beasts of No Nation     | Агу                      |
| 2015 | кф | За межами міста                 | Out of the Village      | Мібро                    |
| 2017 | ф  | Людина-павук: Повернення додому | Spider-Man: Homecoming  | Ейб                      |
| 2020 | ф  | Тасманійський диявол            | Tazmanian Devil         | Дайо Айоделе             |
| 2021 | ф  | Людина-павук: Додому шляху нема | Spider-Man: No Way Home | Ейб (режисерська версія) |